# Wilhelm Zott
Wilhelm Zott, Spitzname „Witsche“ (* 1. August 1935; † 18. Oktober 2017), war ein deutscher Fußballspieler, der in den Jahren 1963 und 1964 für die deutsche Fußballnationalmannschaft der Amateure 12 Länderspiele absolvierte.:2

## Vereinslaufbahn
Mit den „Schwarz-Blauen“ vom FC Wacker München schaffte der im damaligen WM-System zumeist als Mittelläufer spielende Zott in der Runde 1961/62 den Aufstieg aus der Landesliga in die 1. Amateurliga Südbayern. Nach zwei Runden folgte die Meisterschaft in der Bayernliga in der Saison 1963/64 und damit der Aufstieg in die Regionalliga Süd. Im damaligen Unterbau der Fußball-Bundesliga tat sich die „dritte Kraft“ im Münchner Fußball sehr schwer. Nach 36 Spieltagen, der Abwehrdirigent Wilhelm Zott hatte 35 Spiele mit einem Tor bestritten, stieg Wacker mit 27:45 Punkten als 17. der Tabelle ab. Die Auswärtsbilanz mit lediglich 6:30 Punkten gab letztlich den Ausschlag. Herausragend waren in dieser Saison die Derbys gegen die „Roten“ vom FC Bayern, bei denen es zur Meisterschaft und zum Aufstieg in die Bundesliga reichen sollte. In der Hinrunde, es war ein Flutlichtspiel vor 12.000 Zuschauern am 23. September 1964, wurde die Abwehr um Mittelläufer Zott von dem Bayern-Angriff überrollt. Mit 2:9 Toren wurde das Heimspiel verloren. Franz Beckenbauer und Rainer Ohlhauser erzielten dabei je drei Treffer. In der Rückrunde traf lediglich der junge Gerd Müller in der 24. Minute für den Favoriten, es reichte aber am 28. Februar zum 1:0-Sieg für den Tabellenführer. In diesem Spiel überzeugte die Defensive von Wacker München unter der Führung von Wilhelm Zott aber in vollem Umfang. Aber auch die Mittelfeldspieler Horst Pohl und Peter von Kummant konnten Akzente setzen.
Zur Runde 1965/66 wechselte Zott zum ESV Ingolstadt-Ringsee. Aber auch in der oberbayerischen Stadt an der Donau erlebte er den Abstieg aus der Regionalliga. Nach 34 Spielen stieg die Mannschaft von Trainer Emil Izsó mit 29:39 Punkten als 16. ab. Der 30-jährige Abwehrroutinier „Witsche“ Zott hatte in 22 Spielen gemeinsam mit dem Talent Peter Dietrich für die Ingolstädter vergeblich um den Klassenerhalt gekämpft.

## Auswahlspiele, 1963 bis 1964
Zott gewann mit den Bezirksauswahlmannschaften von Oberbayern zweimal in den Jahren 1960 und 1962 den Bayerischen Verbandspokal. Im Jahr 1960 mit 5:0 gegen Mittelfranken, wo er noch für FC Hertha München auflief und der junge Torjäger Rudi Brunnenmeier vom SC Olching drei Tore beim Finalerfolg erzielte. Das Finalspiel am 26. Mai 1962 gewann er jetzt als Spieler von Wacker München mit 5:2 gegen Unterfranken.
Im Jahr 1963 wurde die Amateurauswahl von Bayern durch einen 3:1-Erfolg am 23. Juni in Bayreuth vor 4.500 Zuschauern gegen Hessen Länderpokalsieger. BFV-Trainer Horst Stürze vertraute dabei auf die Läuferreihe von Wacker München: Horst Pohl, Wilhelm Zott und Hermann Landerer. Im Tor stand das junge Talent vom FC Bayern, Sepp Maier. Der spätere Bundestrainer Helmut Schön baute im gleichen Jahr eine neue Amateurnationalmannschaft mit dem Fernziel der Teilnahme bei den Olympischen Spielen 1964 in Tokio auf.
Der Stopper von Wacker München wurde zum Eckpfeiler der Mannschaft von Helmut Schön. Am 13. April 1963 debütierte der Münchner im Spiel in Alassio gegen Italien im DFB-Amateurteam. Bereits am 15. Mai dieses Jahres, beim 1:0-Erfolg gegen Holland bei einem Turnier in England, fand Schön mit Walter Birkhold, Zott und Horst Kunzmann die Läuferreihe seines Vertrauens. Erst im Finale – nach vier Spielen innerhalb einer Woche – verließen die Schön-Zöglinge in der zweiten Halbzeit die Kräfte (nach einer 2:1-Halbzeitführung in Sunderland) und Schottland gewann das Turnier mit 5:2 Toren. Nach dem 4:0-Erfolg am 5. Juni in Siegen gegen Japan wurde im Sport-Magazin notiert, dass die Läuferreihe mit dem Stellungskünstler Zott und dem druck- und drangvollen Außenläufer Kunzmann bester Mannschaftsteil gewesen wäre. Bedeutungsvoller waren dann die zwei Ausscheidungsspiele gegen die Olympiaauswahl der DDR im September 1963. Am 15. September setzte sich im Hinspiel in Karl-Marx-Stadt (Chemnitz) deutlich die mit A-Nationalspielern durchsetzte DDR-Mannschaft (Jürgen Heinsch, Klaus Urbanczyk, Herbert Pankau, Rainer Nachtigall, Jürgen Nöldner und Otto Fräßdorf) durch. Da nützte acht Tage später in Hannover auch der 2:1-Heimerfolg der DFB-Amateure nichts mehr, Olympia 1964 fand ohne sie statt. In beiden Spielen führte „Witsche“ Zott die Abwehr der DFB-Mannschaft an. Mit dem Spiel am 2. Juni 1964 in Genua gegen Spanien, es war das Finalspiel eines internationalen Amateurturnieres in Italien, das mit 1:1 Toren endete und das deutsche Team nach Los zum Sieger bestimmte, schloss Wilhelm Zott seine Laufbahn in der Amateurnationalmannschaft nach 12 Einsätzen ab.